# Serpocaulon latipes
Serpocaulon latipes är en stensöteväxtart som först beskrevs av Georg Heinrich von Langsdorff och L. Fisch., och fick sitt nu gällande namn av Alan Reid Smith. Serpocaulon latipes ingår i släktet Serpocaulon och familjen Polypodiaceae. Inga underarter finns listade.